# Formel 1-VM 1960
Formel 1-VM 1960 hade tio deltävlingar som kördes under perioden 7 februari-20 november. Här ingick Indianapolis 500-loppet 1960 som en av deltävlingarna. Förarmästerskapet vanns av australiern Jack Brabham och konstruktörsmästerskapet av Cooper-Climax.

## Vinnare
- Förare:  Jack Brabham, Australien, Cooper-Climax
- Konstruktör:  Cooper-Climax, Storbritannien

## Grand Prix 1960
| Grand Prix                 | Datum       | Bana              | Vinnande förare! Vinnande stall | Vinnande tillverkare |                    |   |
| -------------------------- | ----------- | ----------------- | ------------------------------- | -------------------- | ------------------ | - |
| Argentinas Grand Prix      | 7 februari  | Buenos Aires      | Bruce McLaren                   | Cooper               | Cooper-Climax      | * |
| Monacos Grand Prix         | 29 maj      | Monte Carlo       | Stirling Moss                   | R R C Walker         | Lotus-Climax       | * |
| Indianapolis Grand Prix    | 30 maj      | Indianapolis      | Jim Rathmann                    | Ken-Paul Inc         | Watson-Offenhauser | * |
| Nederländernas Grand Prix  | 6 juni      | Zandvoort         | Jack Brabham                    | Cooper               | Cooper-Climax      | * |
| Belgiens Grand Prix        | 19 juni     | Spa-Francorchamps | Jack Brabham                    | Cooper               | Cooper-Climax      | * |
| Frankrikes Grand Prix      | 3 juli      | Reims-Gueux       | Jack Brabham                    | Cooper               | Cooper-Climax      | * |
| Storbritanniens Grand Prix | 16 juli     | Silverstone       | Jack Brabham                    | Cooper               | Cooper-Climax      | * |
| Portugals Grand Prix       | 14 augusti  | Porto             | Jack Brabham                    | Cooper               | Cooper-Climax      | * |
| Italiens Grand Prix        | 4 september | Monza             | Phil Hill                       | Ferrari              |                    | * |
| USA:s Grand Prix           | 20 november | Riverside         | Stirling Moss                   | R R C Walker         | Lotus-Climax       | * |

## Grand Prix utanför VM 1960
| Grand Prix /Race        | Datum        | Bana         | Vinnande förare! Vinnande stall | Vinnande tillverkare |               |
| ----------------------- | ------------ | ------------ | ------------------------------- | -------------------- | ------------- |
| Buenos Aires Grand Prix | 14 februari  | Córdoba      | Maurice Trintignant             | Scuderia Centro Sud  | Cooper-Climax |
| Glover Trophy           | 8 april      | Goodwood     | Innes Ireland                   | Lotus                | Lotus-Climax  |
| International Trophy    | 15 maj       | Silverstone  | Innes Ireland                   | Lotus                | Lotus-Climax  |
| Silver City Trophy      | 1 augusti    | Brands Hatch | Jack Brabham                    | Cooper               | Cooper-Climax |
| Lombank Trophy          | 17 september | Snetterton   | Innes Ireland                   | Lotus                | Lotus-Climax  |
| International Gold Cup  | 24 september | Oulton Park  | Stirling Moss                   | R R C Walker         | Lotus-Climax  |

## Stall, nummer och förare 1960
| Stall/Tillverkare                                  | Nummer                       | Förare                                 |
| -------------------------------------------------- | ---------------------------- | -------------------------------------- |
| Ansted Rotary Corp (Epperly-Offenhauser)           | 32                           | Wayne Weiler, USA                      |
| António Creus (Maserati)                           | 12                           | António Creus, Spanien                 |
| Arthur Owen (Cooper-Climax)                        | 8                            | Arthur Owen, Storbritannien            |
| Aston Martin                                       | 17, 18                       | Roy Salvadori, Storbritannien          |
| Aston Martin                                       | 19                           | Maurice Trintignant, Frankrike         |
| Autosport Team Wolfgang Seidel (Cooper-Climax)     | 10                           | Wolfgang Seidel, Tyskland              |
| BRM                                                | 2, 6, 8, 14, 15, 20, 40      | Joakim Bonnier, Sverige                |
| BRM                                                | 4, 5, 8, 10, 15, 16, 24      | Dan Gurney, USA                        |
| BRM                                                | 4, 6, 10, 12, 16, 17, 22, 42 | Graham Hill, Storbritannien            |
| Bignotti-Bowes Racing (Kurtis Kraft-Offenhauser)   | 5                            | A.J. Foyt, USA                         |
| Bignotti-Bowes Racing (Epperly-Offenhauser)        | 8                            | Johnny Boyd, USA                       |
| Bob Estes (Phillips-Offenhauser)                   | 7                            | Don Branson, USA                       |
| C O Prather (Kurtis Kraft-Offenhauser)             | 46                           | Eddie Russo, USA                       |
| C T Atkins (Cooper-Climax)                         | 23                           | Jack Fairman, Storbritannien           |
| Camoradi (Behra-Porsche-Porsche)                   | 2                            | Masten Gregory, USA                    |
| Camoradi (Behra-Porsche-Porsche)                   | 28                           | Fred Gamble, USA                       |
| Chapman S Root (Kurtis Kraft-Offenhauser)          | 48                           | Gene Hartley, USA                      |
| Cooper-Climax                                      | 1, 2, 8, 11, 16, 18          | Jack Brabham, Australien               |
| Cooper-Climax                                      | 2, 3, 4, 10, 12, 16, 18      | Bruce McLaren, Nya Zeeland             |
| Cooper-Climax                                      | 3                            | Chuck Daigh, USA                       |
| Cooper-Climax                                      | 4                            | Ron Flockhart, Storbritannien          |
| Dean Van Lines (Ewing-Offenhauser)                 | 6                            | Eddie Sachs, USA                       |
| ENB (Cooper-Climax)                                | 32                           | Lucien Bianchi, Belgien                |
| Ecurie Bleue (Cooper-Climax)                       | 34                           | Harry Schell, USA                      |
| Ecurie Maarsbergen (Cooper-Climax)                 | 20                           | Carel Godin de Beaufort, Nederländerna |
| Equipe Prideux/Dick Gibson (Cooper-Climax)         | 30                           | Vic Wilson, Storbritannien             |
| Ernest L Ruiz (Christensen-Offenhauser)            | 56                           | Jim Hurtubise, USA                     |
| Ettore Chimeri (Maserati)                          | 44                           | Ettore Chimeri, Italien                |
| Federal Auto Associates (Kurtis Kraft-Offenhauser) | 26                           | Shorty Templeman, USA                  |
| Federal Auto Associates (Kurtis Kraft-Offenhauser) | 38                           | Bob Christie, USA                      |
| Ferrari                                            | 1, 2, 10, 20, 24, 26, 36     | Phil Hill, USA                         |
| Ferrari                                            | 2, 4, 11, 22, 26, 28, 30, 38 | Wolfgang von Trips, Tyskland           |
| Ferrari                                            | 3, 18, 34                    | Richie Ginther, USA                    |
| Ferrari                                            | 6, 16, 22                    | Willy Mairesse, Belgien                |
| Ferrari                                            | 24, 32                       | Cliff Allison, Storbritannien          |
| Ferrari                                            | 32                           | José Froilán González, Argentina       |
| Fred Armbruster (Cooper-Ferrari)                   | 25                           | Pete Lovely, USA                       |
| Fred Tuck Cars (Cooper-Climax)                     | 12                           | Bruce Halford, Storbritannien          |
| Fred Tuck Cars (Cooper-Climax)                     | 24, 36                       | Lucien Bianchi, Belgien                |
| George Salih (Epperly-Offenhauser)                 | 10                           | Jimmy Bryan, USA                       |
| Gilby Engineering (Cooper-Maserati)                | 22                           | Keith Greene, Storbritannien           |
| Gino Munaron (Maserati)                            | 14                           | Gino Munaron, Italien                  |
| Giorgio Scarlatti (Maserati)                       | 8                            | Giorgio Scarlatti, Italien             |
| Gould's Garage (Maserati)                          | 14                           | Horace Gould, Storbritannien           |
| High Efficiency Motors (Cooper-Climax)             | 14                           | Roy Salvadori, Storbritannien          |
| Hoover Motor Express Inc (Epperly-Offenhauser)     | 16                           | Jim McWithey, USA                      |
| J C Agajanian (Watson-Offenhauser)                 | 98                           | Lloyd Ruby, USA                        |
| J Ensley & S Murphy (Kuzma-Offenhauser)            | 17                           | Duane Carter, USA                      |
| J S Donaldson (Kurtis Kraft-Offenhauser)           | 23                           | Dempsey Wilson, USA                    |
| JBW-Maserati                                       | 6, 20, 21, 25                | Brian Naylor, Storbritannien           |
| Jim Hall (Lotus-Climax)                            | 24                           | Jim Hall, USA                          |
| Jim Robbins (Trevis-Offenhauser)                   | 18                           | Bud Tingelstad, USA                    |
| Jim Robbins (Trevis-Offenhauser)                   | 22                           | Eddie Johnson, USA                     |
| Jim Robbins (Watson-Offenhauser)                   | 97                           | Dick Rathmann, USA                     |
| Joe Hunt (Ewing-Offenhauser)                       | 76                           | Al Herman, USA                         |
| Joe Lubin (Maserati)                               | 20                           | Bob Drake, USA                         |
| John Zink (Watson-Offenhauser)                     | 28                           | Troy Ruttman, USA                      |
| Ken-Paul Inc (Watson-Offenhauser)                  | 4                            | Jim Rathmann, USA                      |
| Leader Cards Inc (Watson-Offenhauser)              | 1                            | Rodger Ward, USA                       |
| Leader Cards Inc (Watson-Offenhauser)              | 65                           | Chuck Stevenson, USA                   |
| Leonard A Faas (Epperly-Offenhauser)               | 27                           | Red Amick, USA                         |
| Lindsey Hopkins (Watson-Offenhauser)               | 2                            | Tony Bettenhausen, USA                 |
| Lotus-Climax                                       | 4, 7, 10, 14, 16, 20, 22     | Innes Ireland, Storbritannien          |
| Lotus-Climax                                       | 5, 16, 22, 24                | Alan Stacey, Storbritannien            |
| Lotus-Climax                                       | 6, 8, 12, 14, 18, 24         | Jim Clark, Storbritannien              |
| Lotus-Climax                                       | 9, 11, 18, 26                | John Surtees, Storbritannien           |
| Lotus-Climax                                       | 22                           | Ron Flockhart, Storbritannien          |
| Lotus-Climax                                       | 46                           | Alberto Rodríguez Larreta, Argentina   |
| Nasif Estéfano (Maserati)                          | 10                           | Nasif Estéfano, Argentina              |
| Norman C Demler (Epperly-Offenhauser)              | 99                           | Paul Goldsmith, USA                    |
| Norman Hall (Kuzma-Offenhauser)                    | 39                           | Bill Homeier, USA                      |
| Pete Salemi (Watson-Offenhauser)                   | 9                            | Len Sutton, USA                        |
| Peter Schmidt (Meskowski-Offenhauser)              | 44                           | Bob Veith, USA                         |
| Porsche                                            | 24                           | Edgar Barth, Tyskland                  |
| Porsche                                            | 26                           | Hans Herrmann, Tyskland                |
| R R C Walker (Cooper-Climax & Lotus-Climax)        | 5, 7, 12, 36, 38             | Stirling Moss, Storbritannien          |
| R R C Walker (Cooper-Climax & Lotus-Climax)        | 38                           | Maurice Trintignant, Frankrike         |
| Racing Associates (Lesovsky-Offenhauser)           | 3                            | Johnny Thomson, USA                    |
| Racing Associates (Kurtis Kraft-Offenhauser)       | 73                           | Don Freeland, USA                      |
| Reg Parnell (Cooper-Climax)                        | 6, 9, 12, 18, 38             | Tony Brooks, Storbritannien            |
| Reg Parnell (Cooper-Climax)                        | 7, 8, 14, 34, 44             | Olivier Gendebien, Belgien             |
| Reg Parnell (Cooper-Climax)                        | 8, 10, 15, 46                | Henry Taylor, Storbritannien           |
| Reg Parnell (Cooper-Climax)                        | 8, 16, 36                    | Chris Bristow, Storbritannien          |
| Reg Parnell (Cooper-Climax)                        | 9                            | Phil Hill, USA                         |
| Reg Parnell (Cooper-Climax)                        | 48                           | Bruce Halford, Storbritannien          |
| Robert Bodle (Lotus-Climax)                        | 26, 34                       | David Piper, Storbritannien            |
| Roy McKay (Kurtis Kraft-Offenhauser)               | 37                           | Gene Force, USA                        |
| Scarab                                             | 28                           | Richie Ginther, USA                    |
| Scarab                                             | 46, 22, 30, 26, 23           | Chuck Daigh, USA                       |
| Scarab                                             | 48, 21, 28                   | Lance Reventlow, USA                   |
| Scuderia Centro Sud (Cooper-Maserati)              | 4                            | Roberto Bonomi, Argentina              |
| Scuderia Centro Sud (Cooper-Maserati)              | 6                            | Carlos Menditéguy, Argentina           |
| Scuderia Centro Sud (Cooper-Maserati)              | 16, 19, 30, 40               | Masten Gregory, USA                    |
| Scuderia Centro Sud (Cooper-Maserati)              | 17, 19, 42                   | Ian Burgess, Storbritannien            |
| Scuderia Centro Sud (Cooper-Maserati)              | 18, 38, 44                   | Maurice Trintignant, Frankrike         |
| Scuderia Centro Sud (Cooper-Maserati)              | 26                           | Wolfgang von Trips, Tyskland           |
| Scuderia Centro Sud (Cooper-Maserati)              | 32                           | Mario Araujo de Cabral, Portugal       |
| Scuderia Centro Sud (Cooper-Maserati)              | 34                           | Alfonso Thiele, Italien                |
| Scuderia Centro Sud (Cooper-Maserati)              | 36                           | Giorgio Scarlatti, Italien             |
| Scuderia Colonia (Cooper-Climax)                   | 12                           | Piero Drogo, Italien                   |
| Scuderia Eugenio Castellotti (Cooper-Castellotti)  | 2                            | Giulio Cabianca, Italien               |
| Scuderia Eugenio Castellotti (Cooper-Castellotti)  | 4, 21, 30                    | Gino Munaron, Italien                  |
| Scuderia Eugenio Castellotti (Cooper-Castellotti)  | 30                           | Giorgio Scarlatti, Italien             |
| Taylor-Crawley Racing Team (Lotus-Climax)          | 20                           | Mike Taylor, Storbritannien            |
| Vanwall                                            | 14                           | Tony Brooks, Storbritannien            |
| William P Forbes (Meskowski-Offenhauser)           | 14                           | Bobby Grim, USA                        |

## Slutställning förare 1960
| Placering | Förare! Stall      | Konstruktör                  | Poäng                   |    |
| --------- | ------------------ | ---------------------------- | ----------------------- | -- |
| 1         | Jack Brabham       | Cooper                       | Cooper-Climax           | 43 |
| 2         | Bruce McLaren      | Cooper                       | Cooper-Climax           | 34 |
| 3         | Stirling Moss      | R R C Walker                 | Lotus-Climax            | 19 |
| 4         | Innes Ireland      | Lotus                        | Lotus-Climax            | 18 |
| 5         | Phil Hill          | Ferrari & Reg Parnell        | Ferrari & Cooper-Climax | 16 |
| 6         | Olivier Gendebien  | Reg Parnell                  | Cooper-Climax           | 10 |
| 7         | Wolfgang von Trips | Ferrari                      |                         | 10 |
| 8         | Jim Rathmann       | Ken-Paul Inc                 | Watson-Offenhauser      | 8  |
| 9         | Richie Ginther     | Ferrari                      |                         | 8  |
| 10        | Jim Clark          | Lotus                        | Lotus-Climax            | 8  |
| 11        | Tony Brooks        | Reg Parnell                  | Cooper-Climax           | 7  |
| 12        | John Surtees       | Lotus                        | Lotus-Climax            | 6  |
| 13        | Cliff Allison      | Ferrari                      |                         | 6  |
| 14        | Rodger Ward        | Leader Cards Inc             | Watson-Offenhauser      | 6  |
| 15        | Graham Hill        | BRM                          |                         | 4  |
| 16        | Willy Mairesse     | Ferrari                      |                         | 4  |
| 17        | Paul Goldsmith     | Norman C Demler              | Epperly-Offenhauser     | 4  |
| 18        | Joakim Bonnier     | BRM                          |                         | 4  |
| 19        | Henry Taylor       | Reg Parnell                  | Cooper-Climax           | 3  |
| 20        | Giulio Cabianca    | Scuderia Eugenio Castellotti | Cooper-Castellotti      | 3  |
| 21        | Carlos Menditéguy  | Scuderia Centro Sud          | Cooper-Maserati         | 3  |
| 22        | Don Branson        | Bob Estes                    | Phillips-Offenhauser    | 3  |
| 23        | Johnny Thomson     | Racing Associates            | Lesovsky-Offenhauser    | 2  |
| 24        | Lucien Bianchi     | ENB                          | Cooper-Climax           | 1  |
| 25        | Ron Flockhart      | Lotus                        | Lotus-Climax            | 1  |
| 26        | Hans Herrmann      | Porsche                      |                         | 1  |
| 27        | Eddie Johnson      | Jim Robbins                  | Trevis-Offenhauser      | 1  |

## Slutställning konstruktörer 1960
| Placering | Konstruktör              | Poäng |
| --------- | ------------------------ | ----- |
| 1         | Cooper-Climax            | 48    |
| 2         | Lotus-Climax             | 34    |
| 3         | Ferrari                  | 26    |
| 4         | BRM                      | 8     |
| =         | Watson-Offenhauser       | 8     |
| 6         | Epperly-Offenhauser      | 4     |
| 7         | Cooper-Maserati          | 3     |
| =         | Cooper-Castellotti       | 3     |
| =         | Phillips-Offenhauser     | 3     |
| 10        | Lesovsky-Offenhauser     | 2     |
| 11        | Porsche                  | 1     |
| =         | Trevis-Offenhauser       | 1     |
| 13        | Scarab                   | 0     |
| =         | Behra-Porsche-Porsche    | 0     |
| =         | JBW-Maserati             | 0     |
| =         | Aston Martin             | 0     |
| =         | Maserati                 | 0     |
| =         | Vanwall                  | 0     |
| =         | Christensen-Offenhauser  | 0     |
| =         | Ewing-Offenhauser        | 0     |
| =         | Kurtis Kraft-Offenhauser | 0     |
| =         | Meskowski-Offenhauser    | 0     |